# Equació de Meissner
L'equació de Meissner és una equació diferencial ordinària lineal que és un cas especial de l'equació de Hill amb la funció periòdica donada com a ona quadrada. Hi ha moltes maneres d'escriure l'equació de Meissner. Una és:
{\displaystyle {\frac {d^{2}y}{dt^{2}}}+(\alpha ^{2}+\omega ^{2}\operatorname {sgn} \cos(t))y=0}
o
{\displaystyle {\frac {d^{2}y}{dt^{2}}}+(1+rf(t;a,b))y=0}
on
{\displaystyle f(t;a,b)=-1+2H_{a}(t\mod (a+b))}
i {\displaystyle H_{c}(t)} és la funció esglaó de Heaviside desplaçada a {\displaystyle c}. Una altra versió és:
{\displaystyle {\frac {d^{2}y}{dt^{2}}}+\left(1+r{\frac {\sin(\omega t)}{|\sin(\omega t)|}}\right)y=0.}
L'equació de Meissner es va estudiar primer com a problema de joguina per a certs problemes de ressonància. També és útil per entendre els problemes de ressonància en la biologia evolutiva.
Atès que la dependència del temps és lineal de manera fragmentària, es poden realitzar molts càlculs exactes, a diferència de l'equació de Mathieu. Quan {\displaystyle a=b=1}, els exponents de Floquet són arrels de l'equació quadràtica
{\displaystyle \lambda ^{2}-2\lambda \cosh({\sqrt {r}})\cos({\sqrt {r}})+1=0.}
El determinant de la matriu de Floquet és {\displaystyle 1}, el que implica que l'origen és un centre si {\displaystyle |\cosh({\sqrt {r}})\cos({\sqrt {r}})|<1} i un node d'un punt de sella en cas contrari.